# Кольцо (фильм)
Кольцо (исл. Hringurinn; слушатьо файле) - экспериментальный документальный фильм исландского режиссёра Фридрика Тоура Фридрихссона. Фильм был снят производственной компанией Íslenska Kvikmyndasamsteypan осенью 1984 года.

## Сюжет
На крыше автомобиля была установлена камера, затвор которой режиссёр подключил к одометру. Снимок делался каждые двенадцать метров во время движения автомобиля по исландской кольцевой дороге Хрингвегюр (против часовой стрелки) длиной 1322 м. При воспроизведении всех сделанных кадров со скоростью 24 кадра в секунду создается впечатление, будто машина мчится по острову со скоростью звука (более 1000 км/ ч) и путь занимает всего 78 минут. Съёмка проводилась осенью 1984 года, когда красота исландских пейзажей раскрывается в полной мере.